# The Don Killuminati: The 7 Day Theory
The Don Killuminati: The 7 Day Theory is het vijfde en laatste studioalbum van de Amerikaanse rapper 2Pac. Het album werd op 5 november 1996 uitgebracht onder zijn nieuwe artiestennaam Makaveli. Het was zijn eerste studioalbum dat postuum werd uitgebracht. Het album wordt gezien als klassiek omdat het volledige album klaar was in 7 dagen. In 3 dagen werden al de teksten geschreven en opgenomen en in 4 dagen werd het album gemixt. Er werden 664,000 exemplaren verkocht in de eerste week. In 1998 waren er al 7 miljoen exemplaren alleen in de Verenigde Staten verkocht en 28 miljoen wereldwijd.

## Tracklist
| Nr. | Titel                                                                 | Duur |
| --- | --------------------------------------------------------------------- | ---- |
| 1.  | Intro / Bomb First (My Second Reply) (met E.D.I. Mean en Young Noble) | 4:55 |
| 2.  | Hail Mary (met The Outlawz)                                           | 5:10 |
| 3.  | Toss It Up                                                            | 5:06 |
| 4.  | To Live and Die in L.A. (met Val Young)                               | 4:34 |
| 5.  | Blasphemy                                                             | 4:39 |
| 6.  | Life of an Outlaw (met The Outlawz)                                   | 4:54 |
| 7.  | Just Like Daddy (met The Outlawz)                                     | 5:09 |
| 8.  | Krazy                                                                 | 5:16 |
| 9.  | White Man'z World                                                     | 5:39 |
| 10. | Me and My Girlfriend                                                  | 5:10 |
| 11. | Hold Ya Head (met Tyrone Wrice)                                       | 3:58 |
| 12. | Against All Odds                                                      | 4:38 |

## Charts
| Jaar | Album                                 | Hoogste positie | Hoogste positie        | Hoogste positie           |
| Jaar | Album                                 | Billboard 200   | Top R&B/Hip Hop Albums | Nederlandse Album Top 100 |
| 1996 | The Don Killuminati: The 7 Day Theory | 1               | 1                      | 45                        |